# Tommy Tabermann

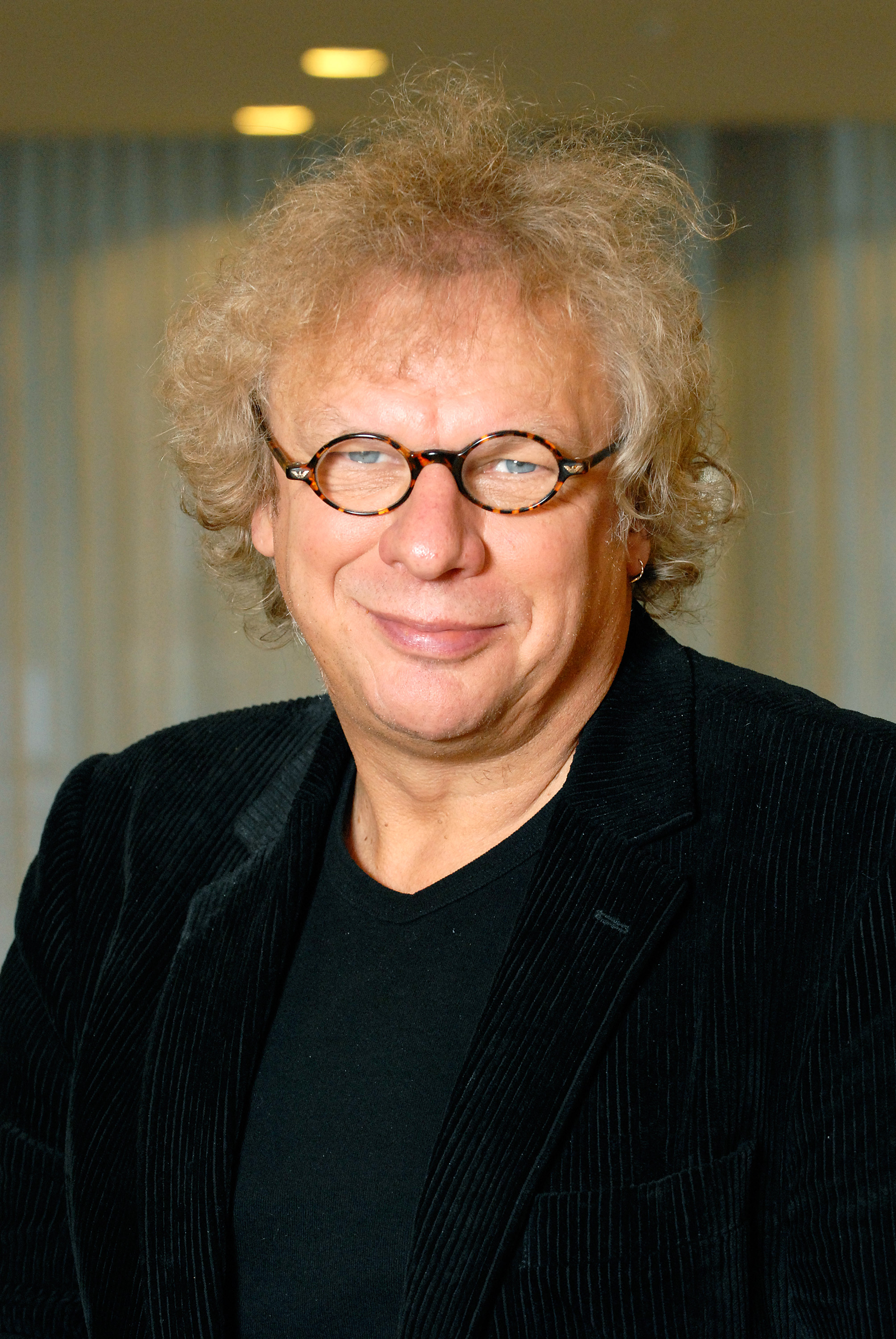
Tommy Tabermann

Tommy Tabermann (* 3. Dezember 1947 in Ekenäs; † 2. Juli 2010 in Helsinki) war ein finnlandschwedischer Schriftsteller, Dichter, Musiker und Politiker.

## Biografie
Nach dem Schulbesuch studierte er Journalistik an der Universität Tampere und war anschließend von 1969 bis 1979 als Redakteur bei der öffentlich-rechtlichen Rundfunkanstalt Yleisradio tätig. Nach anschließenden Tätigkeiten als Journalist bei Tageszeitungen und Radiosendern war er Drehbuchautor beim Fernsehsender YLE TV2 und verfasste zwischen Anfang 1998 bis Ende 2006 rund 300 Drehbücher für dessen Programm.
Seine schriftstellerische Laufbahn begann er 1970 mit Ruusuja Rosa Luxemburgille, seinem Lyrikdebüt. In der Folgezeit erschien zumeist jährlich ein neues Buch von ihm, insbesondere Anthologien zum Thema Liebe und Erotik, sowie Musikalben seiner Werke. Einem landesweiten Publikum wurde er zwischen 1998 und 2007 als Teamchef in der Spielshow Uutisvuoto bekannt, die im Fernsehsender Yleisradio TV 1 ausgestrahlt wird.
2007 wurde er als Kandidat der Sozialdemokratischen Partei Finnlands (Suomen sosialidemokraattinen puolue) zum Mitglied des finnischen Parlaments (Eduskunta) gewählt.
Im Herbst 2009 wurde bei ihm ein bösartiger Gehirntumor diagnostiziert, an dem er letztlich starb.
Für Herbst 2010 sind sowohl die Veröffentlichung seines letzten Gedichtbandes Amen als auch seiner Autobiografie vorgesehen.
Zu seinen weiteren bedeutenderen Veröffentlichungen gehören:
- Ihmisen ääni, 1979 (Essays)
- Kiitti vitusti, 2002 (Musik-Single)
- Mulle kaikki heti nyt, 2004 (Musikalbum)
- Runot 1970–2006, 2006, (CD)